# Vajer

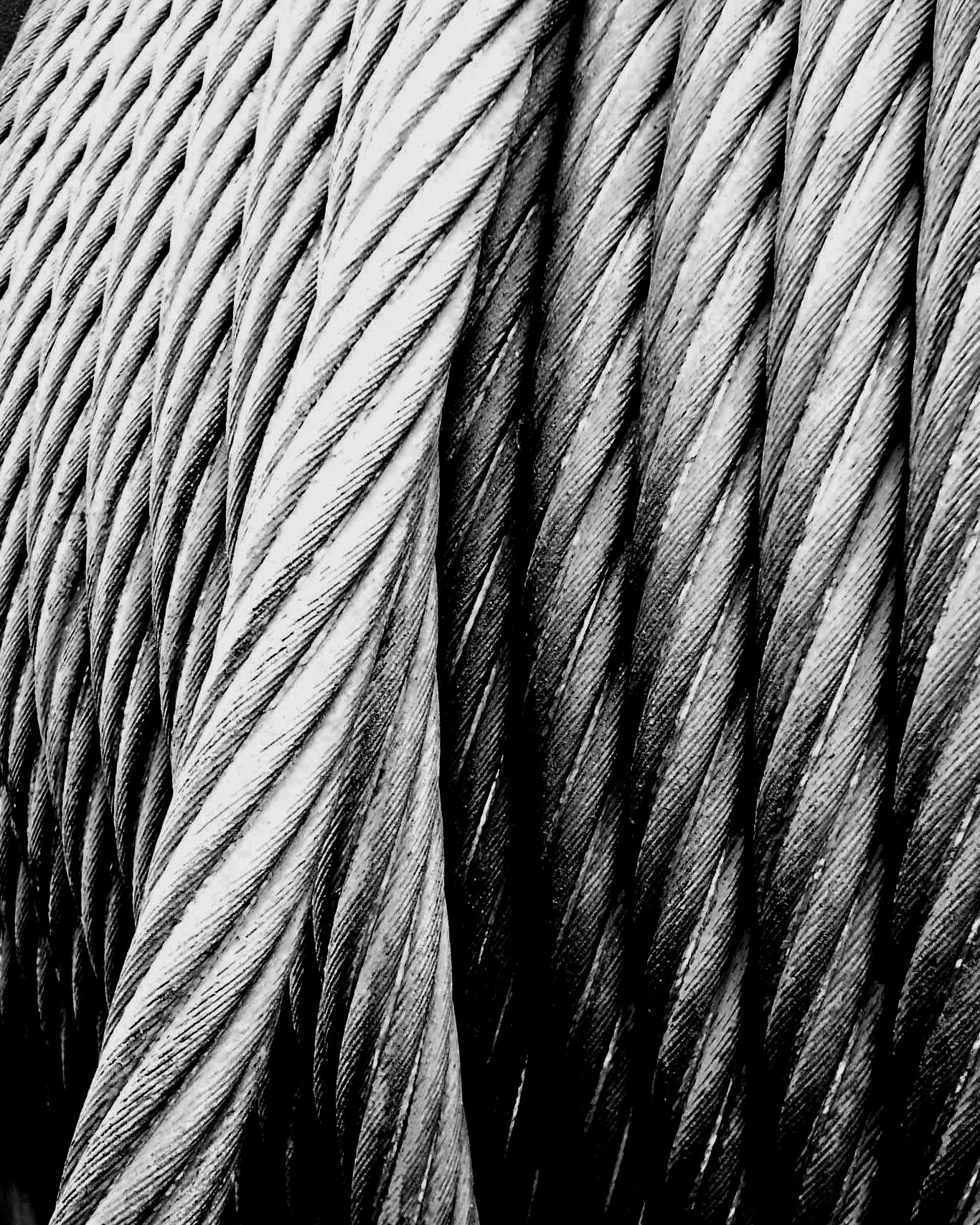
Stålvajer.

Uppbyggnaden av en vajer.

En vajer är ett rep av tvinnad metalltråd. Ordet är inlånat från engelskans wire, som i sin tur kommer från fornnordiskans verb vira.[källa behövs] Även om ordet vajer kommer från engelskans wire så har det inte samma betydelse. Vajer på  engelska är wire rope, medan wire på engelska översätts till metalltråd (inklusive ståltråd).
En stållina har ett antal kardeler uppbyggda av individuella trådar och oftast slagna runt en central kärna. Trådarnas material, dimension och antal avgör linans egenskaper. Grövre trådar ger god motståndskraft mot korrosion och nötning, medan klenare trådar ger flexibilitet.
Vajrar används bland annat till lyftkranar, vinschar och stag. De tillverkas i stål, rostfritt stål eller koppar:
- Vajer av rostfritt stål används i huvudsak till vant för stagning av master på segelbåtar samt till mantåg.
- Vajer av koppar används till jordledning vid kraftledningar och elektriska installationer av olika slag, exempelvis radioantenner. Riktigt klena och högflexibla kopparvajrar används för strömtillförseln till talspolen i dynamiska högtalare. Om en stolpe av förzinkat (galvaniserat) stål åskskyddsjordas med en kopparlina, måste särskilda försiktighetsmått iakttas med speciella anslutningsdon av brons för att motverka galvanisk korrosion (utjämning av den elektrolytiska spänningskedjan). För sådan jordning är varmförzinkad stållina att föredra.
- Vajer av förtennad kopparlina är ett användbart alternativ, om tennskiktet kan hållas utan minsta skada.

För kraftledningar förekommer en speciell vajertyp, kallad ferallina.  Den har en kärna av ståltrådar, som svarar för hög hållfasthet och är omspunnen av flera lager aluminiumtråd, som svarar för god elektrisk ledningsförmåga.